# Neonauclea bomberaiensis
Neonauclea bomberaiensis är en måreväxtart som beskrevs av Colin Ernest Ridsdale. Neonauclea bomberaiensis ingår i släktet Neonauclea och familjen måreväxter. Inga underarter finns listade i Catalogue of Life.